# 460 Scania
Scania (asteroide 460) é um asteroide da cintura principal com um diâmetro de 21,78 quilómetros, a 2,4387309 UA. Possui uma excentricidade de 0,1033859 e um período orbital de 1 638,46 dias (4,49 anos).
Scania tem uma velocidade orbital média de 18,05982656 km/s e uma inclinação de 4,63732º.
Esse asteroide foi descoberto em 22 de Outubro de 1900 por Max Wolf.